# Люис Термън
Люис Мадисън Търман (на английски: Lewis Madison Terman) е американски психолог, пионер в когнитивната психология в началото на 20 век в Станфордския университет.

## Научна дейност
Термън е известен предимно с адаптацията на теста на Бине-Симон за американската популация. Тази Stanford-Revision (или „скала на Термън“) е била предмет на много преработки и подобрения. Така скалата Термън-Мерил, публикувана в сътрудничество с М. А. Мерил (1937) става приложима за деца над две години, юноши и възрастни. Тя съдържа сто двайсет и две вербални или невербални задачи (айтема) и съществува под две паралелни форми – L и М, което позволява ретест като се избягва заучаването.

## Публикации
- The Measurement of Intelligence (1916)
- The Use of Intelligence Tests (1916)
- The Stanford Achievement Test (1923)
- Genetic Studies of Genius (1925, 1947, 1959)
- Autobiography of Lewis Terman (1930)